# Gương mặt thân quen
Gương mặt thân quen là một chương trình truyền hình tương tác do Đài Truyền hình Việt Nam và Công ty Trách nhiệm hữu hạn Sóng Vàng sản xuất, được phát sóng trên kênh VTV3 từ ngày 5 tháng 1 năm 2013. Đây là phiên bản Việt Nam của chương trình Your Face Sounds Familiar đến từ Tây Ban Nha. Các nghệ sĩ tham gia trong mỗi mùa sẽ phải hóa thân thành các nhân vật nổi tiếng và biểu diễn trước ban giảm khảo cùng khán giả để có cơ hội giành ngôi vị cao nhất.

## Định dạng
Các nghệ sĩ tham gia chương trình hoá trang và biểu diễn, bắt chước các nghệ sĩ Việt Nam hoặc quốc tế, hay các nhân vật hư cấu trong các tác phẩm nghệ thuật sao cho giống nhân vật nhất có thể. Sau mỗi đêm thi, thí sinh sẽ được ban giám khảo (gồm ba người) chấm theo thang điểm từ 7 đến 12 dựa trên màn thể hiện của họ, và các thí sinh có thể tặng 5 điểm cho một thí sinh khác mà họ cảm thấy yêu thích. Thí sinh có tổng điểm cao nhất của tuần thi sẽ nhận được phần thưởng trị giá 100 triệu đồng, trong đó 50% tiền thưởng của thí sinh được sử dụng cho công tác từ thiện. Vào cuối đêm thi, dựa trên thứ hạng đạt được, lần lượt từng thí sinh sẽ đứng trước một chiếc nút và phải bấm nút để lựa chọn nhân vật hóa thân ở tuần kế tiếp.
Tại đêm chung kết được truyền hình trực tiếp, bốn thí sính có tổng điểm cao nhất sau tất cả các tuần thi thông thường sẽ tranh tài để giành ngôi vị quán quân. Các thí sinh được tự do trong việc lựa chọn nhân vật để hóa thân mà không cần phải bấm nút chọn; kết quả sẽ hoàn toàn phụ thuộc vào bình chọn của khán giả. Thí sinh giành giải nhất chung cuộc của mùa giải sẽ nhận được phần thưởng 700 triệu đồng, trong đó 500 triệu đồng dành cho công tác từ thiện. Bên cạnh đó, thí sinh cũng có cơ hội nhận phần thưởng trị giá 100 triệu đồng dành cho thí sinh được yêu thích nhất qua tin nhắn bình chọn của khán giả, cùng với các giải thưởng phụ khác cho các thí sinh được trao trong đêm gala chung kết.
Từ mùa thứ ba, việc cho điểm giữa các thí sinh không còn hiệu lực, chỉ có ban giám khảo chấm điểm cho thí sinh.
Ở mùa 6, số tiền thưởng dành cho người thắng cuộc mỗi tuần giảm xuống còn 20 triệu đồng, người chiến thắng cuối cùng trong đêm gala chung kết (được ghi hình trước, thay vì truyền hình trực tiếp) sẽ nhận được 200 triệu đồng tiền thưởng (á quân là 50 triệu đồng), cùng các giải thưởng phụ từ nhà tài trợ. Các giải thưởng dành cho thí sinh được yêu thích nhất, thí sinh nỗ lực nhất và thí sinh thân thiện nhất cũng bị loại bỏ từ mùa giải này.
Từ mùa thứ 7, chỉ có hai giám khảo chính đồng hành xuyên suốt cùng các giám khảo khách mời thay đổi mỗi tuần.
Trong mùa thứ 8, các thí sinh bị loại sẽ phải thực hiện một thử thách do chương trình đưa ra và phải quay một video ngắn thuyết phục khán giả bình chọn cho mình để nhận được tấm vé hồi sinh bước vào đêm thi chung kết. Chỉ có một thí sinh được khán giả bình chọn nhiều nhất mới giành được tấm vé này.

## Ban giám khảo và dẫn chương trình
Giám khảo chính của mùa giải
     Người dẫn chương trình của mùa giải
| Ban giám khảo          | Mùa | Mùa | Mùa | Mùa | Mùa | Mùa | Mùa | Mùa | Mùa |
| Ban giám khảo          | 1   | 2   | 3   | 4   | 5   | 6   | 7   | 8   | 9   |
| ---------------------- | --- | --- | --- | --- | --- | --- | --- | --- | --- |
| Đức Huy                |     |     |     |     |     |     |     |     |     |
| Mỹ Linh                |     |     |     |     |     |     |     |     |     |
| NSƯT Hoài Linh         |     |     |     |     |     |     |     |     |     |
| Quang Linh             |     |     |     |     |     |     |     |     |     |
| NSƯT Kim Oanh          |     |     |     |     |     |     |     |     |     |
| Đàm Vĩnh Hưng          |     |     |     |     |     |     |     |     |     |
| Hồ Ngọc Hà             |     |     |     |     |     |     |     |     |     |
| NSƯT Đại Nghĩa         |     |     |     |     |     |     |     |     |     |
| Hòa Minzy              |     |     |     |     |     |     |     |     |     |
| Người dẫn chương trình | Mùa | Mùa | Mùa | Mùa | Mùa | Mùa | Mùa | Mùa | Mùa |
| Người dẫn chương trình | 1   | 2   | 3   | 4   | 5   | 6   | 7   | 8   | 9   |
| Thanh Bạch             |     |     |     |     |     |     |     |     |     |
| NSƯT Đại Nghĩa         |     |     |     |     |     |     |     |     |     |
| Quang Bảo              |     |     |     |     |     |     |     |     |     |
| Duy Khánh              |     |     |     |     |     |     |     |     |     |
| Long Chun              |     |     |     |     |     |     |     |     |     |

## Tổng quan các mùa
| Mùa | Mùa | Số tập | Số tập | Phát sóng gốc        | Phát sóng gốc       |
| Mùa | Mùa | Số tập | Số tập | Phát sóng lần đầu    | Phát sóng lần cuối  |
| --- | --- | ------ | ------ | -------------------- | ------------------- |
|     | 1   | 10     | 10     | 5 tháng 1 năm 2013   | 16 tháng 3 năm 2013 |
|     | 2   | 12     | 12     | 29 tháng 3 năm 2014  | 14 tháng 6 năm 2014 |
|     | 3   | 13     | 13     | 18 tháng 4 năm 2015  | 11 tháng 7 năm 2015 |
|     | 4   | 13     | 13     | 23 tháng 4 năm 2016  | 16 tháng 7 năm 2016 |
|     | 5   | 13     | 13     | 13 tháng 5 năm 2017  | 5 tháng 8 năm 2017  |
|     | 6   | 13     | 13     | 9 tháng 6 năm 2018   | 1 tháng 9 năm 2018  |
|     | 7   | 12     | 12     | 2 tháng 11 năm 2019  | 18 tháng 1 năm 2020 |
|     | 8   | 12     | 12     | 21 tháng 11 năm 2020 | 6 tháng 2 năm 2021  |
|     | 9   | 11     | 11     | 5 tháng 11 năm 2022  | 14 tháng 1 năm 2023 |

### Mùa 1 (2013)
Gương mặt thân quen mùa đầu tiên được phát sóng từ ngày 5 tháng 1 đến ngày 16 tháng 3 năm 2013. Trong đó có các thí sinh gồm: Khởi My, Thúy Uyên, Phương Thanh, NSƯT Đại Nghĩa, Kyo York và Chí Thiện với kết quả chung cuộc giải nhất thuộc về thí sinh Khởi My.

### Mùa 2 (2014)
Gương mặt thân quen mùa thứ hai được phát sóng từ ngày 29 tháng 3 năm 2014 đến ngày 14 tháng 6 năm 2014. Trong đó có các thí sinh gồm: Ngân Quỳnh, Vy Oanh, MiA, Minh Thuận, Vương Khang và Hoài Lâm, với kết quả chung cuộc giải nhất thuộc về thí sinh Hoài Lâm.

### Mùa 3 (2015)
Gương mặt thân quen mùa thứ ba được phát sóng từ ngày 18 tháng 4 năm 2015 đến 11 tháng 7 năm 2015. Trong đó có các thí sinh gồm: Ngọc Liên, Ái Phương, Nhật Thủy, Mai Quốc Việt, Khương Ngọc và Thanh Duy, với kết quả chung cuộc giải nhất thuộc về thí sinh Thanh Duy.

### Mùa 4 (2016)
Gương mặt thân quen mùa thứ tư được phát sóng từ ngày 23 tháng 4 năm 2016 đến 16 tháng 7 năm 2016. Trong đó có các thí sinh gồm: Võ Hạ Trâm, Hà Thúy Anh, Hòa Minzy, Bạch Công Khanh, Phan Ngọc Luân và Đỗ Duy Nam, với kết quả chung cuộc giải nhất thuộc về thí sinh Bạch Công Khanh.

### Mùa 5 (2017)
Gương mặt thân quen mùa thứ năm được phát sóng từ ngày 13 tháng 5 năm 2017 đến 5 tháng 8 năm 2017. Trong đó có các thí sinh gồm: Phượng Vũ, Tố Ny, Hoàng Yến Chibi, Kỳ Phương, Quốc Thiên và Jun Phạm, với kết quả chung cuộc giải nhất thuộc về thí sinh Jun Phạm.

### Mùa 6 (2018)
Gương mặt thân quen mùa thứ sáu được phát sóng từ ngày 9 tháng 6 năm 2018 đến 1 tháng 9 năm 2018. Trong đó có các thí sinh gồm: Kim Thành, Hà Thu, Hùng Thuận, Duy Khánh, Đỗ Phú Quí và Anh Tú, với kết quả chung cuộc giải nhất thuộc về thí sinh Duy Khánh.

### Mùa 7 (2019) - Phiên bản All-stars
Gương mặt thân quen mùa thứ bảy được phát sóng từ ngày 2 tháng 11 năm 2019 đến 18 tháng 1 năm 2020. Trong đó có các thí sinh gồm: Nhật Thủy, Mia, Emma Nhất Khanh, Phan Ngọc Luân, Võ Tấn Phát và Trần Tùng Anh, với kết quả chung cuộc giải nhất thuộc về thí sinh Nhật Thủy.

### Mùa 8 (2020) - Phiên bản thế hệ mới
Gương mặt thân quen mùa thứ tám được phát sóng từ ngày 21 tháng 11 năm 2020 đến ngày 6 tháng 2 năm 2021. Trong đó có các thí sinh gồm: Lynk Lee, Cara Phương, Phạm Lịch, Long Chun, Hải Đăng Doo, Phạm Việt Thắng, Thái Sơn, với kết quả chung cuộc giải nhất thuộc về thí sinh Phạm Lịch.

### Mùa 9 (2022) - Phiên bản song ca
Gương mặt thân quen mùa thứ chín phát sóng từ ngày 5 tháng 11 năm 2022 đến ngày 14 tháng 1 năm 2023. Trong đó có sự tham gia của các cặp huấn luyện viên kết hợp với các thí sinh nhí. Các thí sinh nhí bao gồm: Trần Sỹ Luân, Nguyễn Gia Như, Bùi Lý Bảo Ngọc, Nguyễn Ngọc Khánh Chi, Đặng Khả Hân và Phạm Nam Phong. Các huấn luyện viên bao gồm: Phạm Lịch, Phượng Vũ, Đặng Thái Bình, Trịnh Tú Trung, Kim Thành TDA, Quốc Bảo, Tùng Anh, Bảo Yến Rosie, với kết quả chung cuộc giải nhất thuộc về thí sinh Phạm Nam Phong.

## Danh sách nhân vật hóa thân
| Số lần | Số lần | Nghệ sĩ Việt Nam | Nghệ sĩ quốc tế |
| ------ | ------ | --- | --- |
| 14     | 14     | Sơn Tùng M-TP, Hồ Ngọc Hà | |
| 13     |        | | |
| 12     | 12     | Cẩm Ly, Tùng Dương | |
| 11     | 11     | Mỹ Linh, Đàm Vĩnh Hưng | |
| 10     | 10     | Mỹ Tâm, Lệ Quyên, Thanh Lam | Michael Jackson |
| 9      | 9      | Quang Linh, Hoài Linh, Siu Black, Thu Minh | Bruno Mars, Shakira |
| 8      | 8      | Tóc Tiên, Hồng Nhung, Ý Lan, Noo Phước Thịnh | PSY, Beyoncé, Jennifer Lopez |
| 7      | 7      | Minh Tuyết, Thành Lộc, Minh Thuận | |
| 6      | 6      | Phạm Anh Khoa, Vân Khánh, Phương Thanh, Phi Nhung, Đan Trường, Ngọc Khuê, Hồng Ngọc, Xuân Hinh | |
| 5      | 5      | Thu Hiền, Trần Hiếu, Quang Lê, Nguyễn Hưng, Trần Lập, Tuấn Hưng, Hồ Quỳnh Hương, Anh Thơ, Thu Phương, Thanh Thảo, Trúc Nhân, Phương Mỹ Chi, Hoàng Thùy Linh, Hà Anh Tuấn | Madonna, Lady Gaga, Justin Bieber, Katy Perry |
| 4      | 4      | Hiền Thục, Bảo Yến, Đông Nhi, Bằng Kiều, Thanh Ngân, Cẩm Vân, Duy Mạnh, Ánh Tuyết, Bạch Tuyết, Hoài Lâm, Bích Phương, Ngọc Sơn, Lam Trường, Isaac, Như Quỳnh, Bảo Thy | Đặng Lệ Quân, Rihanna, Britney Spears, Andrea Bocelli, Cher, EXO, Céline Dion, Lee Hyori, Adele, Whitney Houston |
| 3      | 3      | Hương Lan, Xuân Mai, Quang Dũng, Đức Tuấn, Trinh Trinh, Tài Linh, Thanh Sang, Tạ Quang Thắng, Dương Triệu Vũ, Thanh Long, Thanh Thúy, Giao Linh, Hồng Vân, Hari Won, Quốc Đại, Tạ Minh Tâm, Minh Vương, Thanh Ngoan, Thanh Duy, Khánh Ly, Kim Tử Long, Ưng Hoàng Phúc, Trọng Tấn, Elvis Phương, Hương Tràm, Tú Sương, Hòa Minzy, Trần Thu Hà | Elvis Presley, Marc Anthony, Nicki Minaj, Quách Phú Thành, Taeyang, Christina Aguilera, Cung Lâm Na, Ariana Grande, Boney M, China Dolls, Aqua, Taylor Swift, Bi Rain, Blackpink |
| 2      | 2      | Y Moan, Phạm Quỳnh Anh, Đức Huy, Hồ Quang Hiếu, Ngọc Lan, Lý Hải, Khắc Triệu, Hà Thị Cầu, Thanh Nga, Trung Đức, Hương Thủy, Hề Sa, Mai Tuyết Hoa, Trường Giang, Lệ Thủy, Thoại Mỹ, Chi Pu, Quang Thọ, Thanh Tòng, Trường Sơn, Nhật Hào, Min, Phan Đinh Tùng, Phương Uyên, Thu Hòa, Thế Hiển, Mr. T, Trang Nhung, Kasim Hoàng Vũ, Phan Mạnh Quỳnh, Trấn Thành, NSƯT Đại Nghĩa, Quang Vinh, Thanh Thanh Hiền, Hương Giang, Suboi, Lan Anh, Quế Trân, Bạch Long, Thúy Hường, Erik, Lương Bích Hữu, Ngọc Ánh, Minh Gái, H.A.T, Ngọc Giàu, Chí Tài | Ricky Martin, Gloria Gaynor, Toni Braxton, Backstreet Boys, SNSD, Mario Maurer, Trịnh Thiếu Thu, Aladdin, Cee Lo Green, Katrina Kaif, Joan Jett, Ailee, Lưu Đức Hoa, T-ara, G-Dragon, Lý Ngọc Cương, NSYNC, Jessie J, Triệu Vy, Pink, Lee Jung Hyun, Vitas, Mariah Carey, Charlie Chaplin, Big Bang, Josh Groban, Toy Box, Bon Jovi, Camila Cabello, Luciano Pavarotti, Donna Summer, Marilyn Monroe, Maroon 5, Selena Gomez, Pharrell Williams, CL, Tina Turner, Chubby Checker, Elaine Paige, Sia |
| 1      | Mùa 1  | Liêu Anh Tuấn, Ngọc Bảo, Đăng Dương | Wonder Girls, Lionel Richie, John Lenon, Baltimora, Daniel Boone, Alisha, Mai Diễm Phương, Chris Norman |
| 1      | Mùa 2  | Ngô Thanh Vân, Lê Minh, Lưu Bích, Yến Trang, Trịnh Công Sơn, Jimii Nguyễn | Henry Lau, Trần Tuệ Nhân, Daniela Lujan, France Gall, Karen Carpenter, Mayumi Itsuwa, Susan Boyle, Ylvis, Park Ji Jeon |
| 1      | Nhí 1  | Khánh Hà, Cát Phượng, Thủy Tiên, Đăng Khôi, Thu Thủy, Phương Thảo, Ngọc Lễ, Bạch Yến, Đình Toàn, Minh Tiến, Mai Lê, Trương Thảo Nhi, Minh Khang | Nobita, Shizuka, Mr. President, Paul Anka, Anna Kendrick, One Direction, LMFAO, TVXQ, The Beatles, Whoopi Goldberg |
| 1      | Mùa 3  | Uyên Linh, Chế Linh, Thanh Bạch, Tommy Ngô, Mạnh Quỳnh, Tuấn Anh, Long Nhật, Quang Hà, Bảo An, Hồng Nga, Tuấn Ngọc, Dương Ngọc Thái, Thùy Trang, Thanh Kim Huệ, Thanh Điền, Tiên Tiên | A.R.Rahman, Eruption, Stevie Wonder, Spice Girls, Emmanuel, Ira Maya Sopha, Diana Ross, Trác Y Đình, Anna Caterina Antonacci, Rowan Atkinson |
| 1      | Nhí 2  | Măng Thị Hội, Hà Phương, Quách Tuấn Du, Thùy Chi, Diệu Hiền, Trọng Quỳnh | Sunny Suwanmethanon, Ice Preechaya, Michael Buble, Uudam, James Brown, Engelbert Humperdinck, Chelsea, Ritchie Valens, Gerard Darmon, Bill & Brod, Eagles, Fools Garden, Europe |
| 1      | Mùa 4  | Quang Hưng, Thanh Hoa, Don Nguyễn, Xuân Lan, Quang Thắng, Minh Phương, Quách Thị Hồ, Sơn Tuyền, Minh Nhí | Ayumi Hamasaki, Lý Khắc Cần, Seal, Shirley Bassey, RIN, The Cranberries, Scorpions, Garou, Sierra Boggess |
| 1      | Nhí 3  | 365Daband, Anh Khang, Hồng Mạnh, Nhã Phương, MTV, Giang Châu, Hoàng Châu, Xuân Thông, Phượng Hằng, AC&M, Phương Linh, Vũ Linh, Tấn Minh, Thanh Trang, Thanh Loan | Adam Levine, Freddie Mercury, Il Divo, Rosario Flores, Jasmine, Justin Timberlake, ABBA, Charlie Puth, Wiz Khalifa, Carl Douglas, O-Zone, Lipps Inc., Mathe Altery, Sergey Lazarev, Lý Ngọc Linh, BTS, Jaden Smith |
| 1      | Mùa 5  | Phương Dung, Văn Hường, Ngọc Huệ, Trần Tiến, Quang Lý, Kiều Oanh, Thanh Nam | IU, Janet Jackson, Dalida, Trương Học Hữu, Terry Bradford, Nate Ruess, Tiết Gia Yến, Thomas Anders, Trương Quốc Vinh, Vương Hồng Đào, Prince Poppycock |
| 1      | Nhí 4  | Quốc Thiên, Vũ Cát Tường, Vân Quyền, Thúy Hà, Trọng Hiếu | Elton John, Declan Galbraith, Takeo Ischi, Jennifer Holliday, Tưởng Đại Vĩ, China Anne Mcclain |
| 1      | Mùa 6  | Vũ Hà, Văn Chương, Karik, Miu Lê, Lê Giang, Bảo Anh, Ngọc Huyền, Thúy Ngân | Katreeya, Conchita Wurst, Lobo, Joy, Jim Carrey |
| 1      | Mùa 7  | Vũ Luân, 3A, Khởi My | Châu Kiệt Luân, Modern Talking, Jennie, Ranveer Singh, Madhuri Dixit, Diana Damrau, Will Smith |
| 1      | Mùa 8  | Jack, Orange, Thanh Lan, Ngô Kiến Huy, Đen Vâu, Thúy Nga, Khánh Phương, Văn Mai Hương | Bryan Adams, Park Ji-yoon, George Michael, Aerosmith, Sunmi, Yoko Oginome, Will.i.am, Nicole Scherzinger, Katherine Jenkins |
| 1      | Mùa 9  | AMEE, Ricky Star, Ba Con Mèo, Hoàng Bách, Đức Phúc, Thanh Hằng, Trung Kiên, Bùi Lan Hương | Tones And I, Elaine Kim Johnston, Park Geon Roung, Daesung, Eve Kdi, Jemma Rix, 2NE1, Sunidhi Chauhan, Carla Maffioletti, Hugh Jackman |

## Nhà tài trợ
Những mùa không được liệt kê được hiểu là không có nhà tài trợ.
| Mùa | Nhà tài trợ             |
| --- | ----------------------- |
| 1   | Mobifone                |
| 2   | Mobifone Nguyễn Kim     |
| 3   | FPT Shop TCL (tập 5–13) |
| 4   | TCL                     |
| 6   | Precita (Chung kết)     |